# Усть-Кутское городское поселение
Усть-Ку́тское городско́е поселе́ние — муниципальное образование в составе Усть-Кутского района Иркутской области. Находится в центральной части района.
Полное официальное название — Усть-Кутское муниципальное образование (городское поселение). Уточнение в скобках используется для отличия от одноимённого районного муниципалитета.
Административный центр — город Усть-Кут. Население — 36 958 чел. (2021).
Образовано 31 декабря 2004 года. Включило земли двух населённых пунктов.
Глава администрации — Кривоносенко Владимир Георгиевич.

## Физико-географические характеристики
Границы городского поселения не совпадают с границами города Усть-Кута и охватывают обширные территории, занятые преимущественно тайгой.

### Географическое положение
Находится в центральной части Усть-Кутского района Иркутской области.
Граничит:
- на северо-западе — с Янтальским городским поселением и Ручейским сельским поселением;
- на северо-востоке — с Подымахинским сельским поселением;
- на востоке — со Звёзднинским городским поселением;
- на юге и юго-востоке — с межселенной территорией Усть-Кутского района;
- на западе — с Нижнеилимским муниципальным районом.

Протяжённость с запада на восток — около 75 км; с севера на юг — около 60 км.

## Заселённые территории
В центральной части с запада на восток через всю территорию поселения проходит узкая полоса дачных посёлков и города Усть-Кута. Средняя ширина застройки колеблется между 1,5 и 2 км, общая протяжённость — порядка 50 км, с частыми разрывами. Освоены относительно удобные склоны сопок и распадки между соседствующими сопками, где глубина застроенных территорий может достигать 3-4 км.
Вторая полоса застройки носит тот же характер и тянется около 15 км по реке Лене от устья Куты на юг до села Турука.
К северу от центра поселения единственный застроенный участок — посёлок Минган.

### Населённые пункты
- город Усть-Кут;
- село Турука[3] (Фактически. По состоянию на ноябрь 2012 года в тексте закона не указано.)

В тексте закона № 93-оз от 16 декабря 2004 года «О статусе и границах муниципальных образований Усть-Кутского района Иркутской области», на основании которого был образован муниципалитет, город Усть-Кут указан как единственный населённый пункт поселения. Однако согласно картографическому описанию, земли городского поселения включили также два ранее существовавших населённых пункта — Турука, где до этого действовал сельсовет, и Минган, с 1996 года подчинённый Усть-Куту. При этом отдельных законодательных актов о лишении их статусов населённых пунктов и присоединении к городу не было, что вызвало замешательство.
23 августа 2012 года городской думой было принято обращение к губернатору и в Законодательное собрание Иркутской области о внесении изменений в текст закона № 93-оз со следующей формулировкой: «после слов „земли населенного пункта город Усть-Кут“ дополнить словами „и села Турука“».

## Население
| 2010    | 2011    | 2012    | 2013    | 2014    | 2015    | 2016    |
| ------- | ------- | ------- | ------- | ------- | ------- | ------- |
| 45 447  | ↘45 362 | ↘44 871 | ↘44 367 | ↘43 613 | ↘43 030 | ↘42 560 |
| 2017    | 2021    |         |         |         |         |         |
| ↘42 333 | ↘36 958 |         |         |         |         |         |

## Административное устройство
Местное самоуправление осуществляется в рамках Усть-Кутского городского поселения, образованного 31 декабря 2004 года. (Сокращённые наименования — УКМО (городское поселение), МО «Город Усть-Кут».)
Действующая система местного самоуправления была сформирована в 2005 году на основании областного закона № 93-оз от 16 декабря 2004 года «О статусе и границах муниципальных образований Усть-Кутского района Иркутской области». Органы местного самоуправления действуют в соответствии с Уставом УКМО.
Представительным органом местного самоуправления является городская Дума, в состав которой входят 20 депутатов, избираемые открытым всеобщим голосованием. Её возглавляет председатель Думы — Николай Евгеньевич Тесейко, выдвинутый из числа депутатов городской Думы.
Исполнительно-распорядительным органом местного самоуправления является администрация. Её возглавляет глава администрации (глава города) — Кривоносенко Владимир Георгиевич, избранный по результатам выборов 2 декабря 2007 года; переизбран 14 октября 2012 года.